# Oregon Marching Band

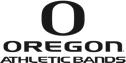
A zenekari szervezet logója

Az Oregon Marching Band (OMB) az Oregoni Egyetem indulózenekara, amely a sportegyesület (Oregon Ducks) mérkőzésein lép fel, emellett hangversenyt is rendeznek. Több mint 250 tagjával az egyetem legnagyobb hallgatói szervezete.
A zenekar az Autzen Stadionban játszott minden hazai játékon, egyes idegenben játszott mérkőzéseken és az egyetem bowlmérkőzésein is fellép.

## Dalok
A csapatinduló (Mighty Oregon) mellett több más dalt (például a Kacsamesék főcímdalát vagy az Earth, Wind & Fire számait) is rendszeresen előadnak.

### Fine for BBQ’s
A Fine for BBQ’s rövidebb dallamok gyűjteménye. Hosszabb dalokat (például Walking on Sunshine) játék előtt vagy hangversenyeken adnak elő.

### Prime Cuts
A gyűjtemény dalait az amerikaifutball-játékosok jó lépéseikor játsszák le.

## Egyenruha
A sportcsapatokhoz hasonlóan a zenekari tagok is a Nike által tervezett egyenruhát viselik. A 2008–09-es tanévben új egyenruhát kaptak, korábban a Phil Knight (a Nike társalapítója) által 2003-ban adományozottat viselték.

## Fordítás
- Ez a szócikk részben vagy egészben  az   Oregon Marching Band című angol Wikipédia-szócikk ezen változatának fordításán alapul.  Az eredeti cikk szerkesztőit annak laptörténete sorolja fel. Ez a jelzés csupán a megfogalmazás eredetét és a szerzői jogokat jelzi, nem szolgál a cikkben szereplő információk forrásmegjelöléseként.